# Maskenruderente
Die Maskenruderente (Nomonyx dominicus; Syn.: Nomonyx dominica), auch Westindische Maskenente genannt, ist eine von Mexiko bis ins nördliche Südamerika lebende Vogelart in der Unterfamilie der Ruderenten und die einzige Art der Gattung Nomonyx. Sie steht in einem Schwesterverhältnis zur Gattung Oxyura, die die Mehrheit der Ruderentenarten umfasst, und wird gelegentlich auch in diese Gattung gestellt. Sie ist die kleinste der Ruderenten und die einzige, die ein weißes Flügelfeld aufweist. Über die Lebensweise dieser Ente ist bislang wenig bekannt.

## Beschreibung
Maskenruderenten sind kleine Enten. Ihre Körperlänge beträgt 34 Zentimeter. Sie weisen eine Flügellänge von durchschnittlich 14,5 Zentimeter (Männchen) beziehungsweise 14,2 Zentimeter (Weibchen) auf. Das durchschnittliche Gewicht beträgt bei den Männchen 406 Gramm, bei den Weibchen 339 Gramm.
Die Männchen der Maskenruderente haben im Prachtkleid eine auffällige schwarze Gesichtsmaske. Der Schnabel ist kräftig blau. Das Rumpfgefieder ist leuchtend rotbraun. Die Weibchen ähneln in ihrem unauffälligen Federkleid den anderen Ruderenten; zu unterscheiden sind sie an einer besonders starken Gesichtsstreifung und einem weißen Flügelfeld. Der Schnabel ist bei ihnen dunkelgrau, zur Basis hin ist er leicht bläulich.
Die Maskenruderente lebt sehr versteckt und bahnt sich häufig ihren Weg durch kleine Schneisen im Röhricht zum Gewässer. Dadurch wetzen sich ihre Federn am Schwanz sehr stark ab, so dass dieser häufig aus nicht mehr als einem kahlen Schaft besteht.
Maskenruderenten fliegen ähnlich wie Schwimmenten direkt vom Wasser auf und unterscheiden sich damit von anderen Ruderenten. Ähnlich wie diese sind sie jedoch in der Lage, die Schwanzfedern steif aufzustellen. In der Regel schwimmen sie jedoch mit flach auf dem Wasser aufliegenden Schwanzfedern.

## Verbreitung, Lebensraum und Lebensweise

Verbreitungsgebiet der Maskenruderente

Das Hauptverbreitungsgebiet der Maskenruderente reicht von Mexiko über Mittelamerika bis nach Südamerika. Maskenruderenten sind normalerweise Standvögel; Irrgäste sind gelegentlich jedoch auch im äußersten Süden der USA zu beobachten. Das erste Mal beobachtete man sie in den Vereinigten Staaten im Jahre 1870. Seitdem tauchten sie sporadisch im Südwesten von Texas auf. Ihr Lebensraum sind flache, ausgedehnte subtropische und tropische Sümpfe mit starkem Schwimmpflanzenbewuchs. Wegen ihres unzugänglichen Lebensraumes ist wenig über die Art bekannt. Da sie bislang auch nicht für längere Zeit in menschlicher Obhut gehalten wurde, liegen auch keine Erkenntnisse aus der Gefangenschaftshaltung vor. Die Art wurde jedoch in eine Studie über sexuelle Selektion einbezogen, bei der die Geschlechtsorgane von 16 Entenvögeln vergleichend untersucht wurden. Maskenruderenten wiesen verglichen mit den anderen Arten sowohl die längste Vagina als auch einen der längsten Penisse auf.
Maskenruderenten wurden bislang paarweise oder in kleinen Trupps von bis zu 20 Individuen beobachtet. Die gefundenen Nester befanden sich im Röhricht, auf Bülten oder in dichten Reisbüscheln. Sie waren so errichtet, dass die Enten bei Gefahr sofort ins Wasser tauchen konnten. Bei in Texas brütenden Maskenruderenten beginnt die Brutzeit im November. In Regionen mit jahreszeitlich stark schwankenden Niederschlägen fällt sie mit dem Beginn der Regenzeit zusammen. Nach jetzigem Wissensstand betreut nur das Weibchen die Küken. Die Brutdauer beträgt um die 28 Tage.
Maskenruderenten fressen vornehmlich Samen, Wurzeln und Blätter von Wasserpflanzen. Die Nahrung wird tauchend, gründelnd und von der Oberfläche seihend aufgenommen.
Die Art wird von der IUCN als nicht gefährdet eingestuft.

## Etymologie und Forschungsgeschichte
Die Erstbeschreibung der Maskenruderente erfolgte 1766 durch Carl von Linné unter dem Namen Anas dominica. Als Verbreitungsgebiet gab er Südamerika an. 1880 führte Robert Ridgway die für die Wissenschaft neue Gattung Nomonyx ein.  Dieser Begriff ist ein Wortgebilde aus altgriechisch νομος, νεμω nomos, nemō, deutsch ‚üblich, etabliert, verbreiten‘ und altgriechisch ονυξ, ονυχος onyx, onychos, deutsch ‚Nagel‘. Der Artname dominicus bezieht sich auf Santo Domingo. Alfred Laubmann betrachtete die Art in seinem Werk Die Vögel von Paraguay ohne eindeutige Nachweise. So nannte beispielsweise Elsie Naumburg aus seiner Sicht nur vage Paraguay ohne einen konkreten Ort zu nennen.